# Astrothelium crassum
Astrothelium crassum är en lavart som först beskrevs av Fée, och fick sitt nu gällande namn av Aptroot. Astrothelium crassum ingår i släktet Astrothelium och familjen Trypetheliaceae.   Inga underarter finns listade i Catalogue of Life.